# Filder

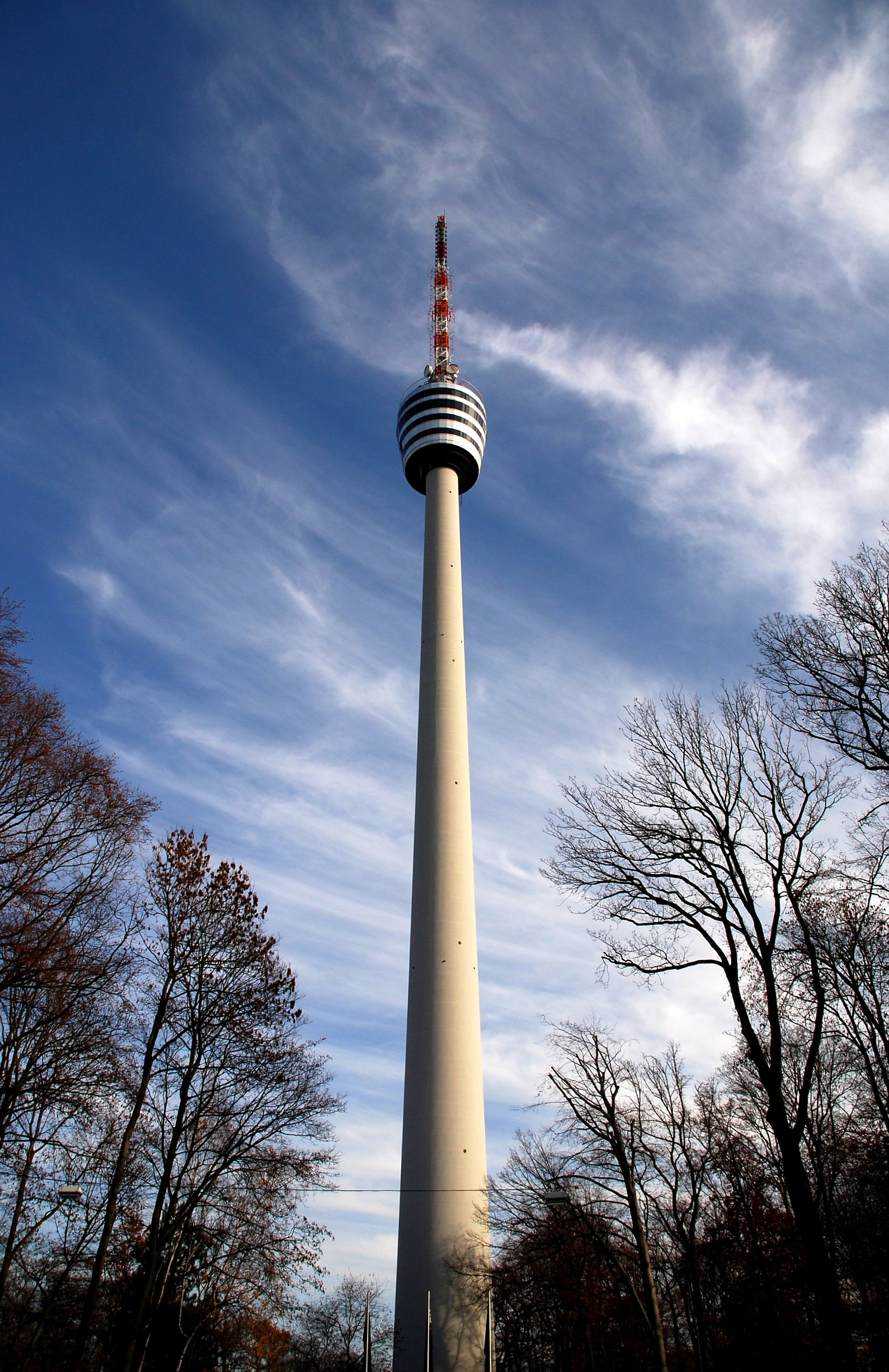
Torre de telecomunicaciones de Stuttgart en los Fildern

El Filder – también Fildern (plural en alemán) o Filderebene (Llanura Filder) – forma una región natural, ubicada a su vez en una gran comarca natural de Suabia.
Se trata de una meseta ondulada y fértil ubicada en Baden-Wurtemberg. Se extiende a lo largo de los distritos de Esslingen y el de la capital del Land, Stuttgart.
Se formó geológicamente a causa de una deformación generada por una falla del Jura.

## Toponimia
El nombre 'Filder' está relacionado con la palabra alemana 'Feld', la cual actualmente es de uso común, y que significa 'tierra cultivable'. También la palabra 'Gefilde' (campiña) tiene este origen. 'Filder' da por tanto a entender que se trata de un entorno cultivable y fértil. 'Filder' es el plural que históricamente se le daba en la Edad Media al paisaje, siendo común el uso del singular 'Fild'. El singular es la forma que se usa hoy día en la forma 'Feld'. Con el mismo significado se denomina también a la Región como 'Fildern', es decir, usando el término en plural.

## Geografía

### Ubicación y terreno
Los Filder se elevan en dirección sur más de 200 m sobre una depresión cercana al centro urbano de Stuttgart. En el norte se eleva bruscamente sobre el valle de Nesenbach. La meseta de los Filder alcanza por el noroeste, en Bernhartshöhe, la cota máxima de 549 m sobre el nivel del mar, desde donde, y en dirección sudeste, desciende con un declive de alrededor del uno por ciento. Los ríos Neckar y Aich hacen de límite de los Filder al este y al sur. Al sudoeste termina con bosque de Schönbuch, y hacia el noroeste con el bosque mixto de Glemswald. Los Filder vierten sus aguas principalmente en el río Neckar a través del río Körsch, que fluye cruzando los Filder en dirección oeste-este.
Los espacios naturales de los Filder y sus subdivisiones son:
- 106.1 Schönbuchfilder
  - 106.10 Grötzinger Flache
  - 106.11 Harthauser Sattel
  - 106.12 Innere Fildermulde
  - 106.13 Nördlicher Fildersattel
- 106.20 Nürtinger-Esslinger Neckartal
- 106.30 Schurwaldfilder

### Habitantes y municipios
En los Filder viven unas 300.000 personas. Ciudades importantes son Filderstadt, Leinfelden-Echterdingen y Ostfildern. Otros municipios importantes son Neuhausen auf den Fildern, Denkendorf y Wolfschlugen. En el norte están los distritos asociados a Stuttgart como Vaihingen, Möhringen, Degerloch, Sillenbuch, Birkach y Plieningen. En el este, inclinados hacia el valle del río Neckar se encuentran los barrios de la ciudad de Esslingen am Neckar denominados Berkheim y Zollberg. Junto a la ciudad de Aichtal, al sur, el límite de la meseta cae hacia el valle del mismo nombre.

### Montañas
Entre las montañas de los Filder están:
- Bernhartshöhe, 549 m, ubicada cerca de Vaihingen junto a un cruce de autopistas, es el punto más elevado de Stuttgart.
- Bopser, 485 m, en ella se encuentra la Torre de telecomunicaciones de Stuttgart y el centro de deportes Waldau que incluye el estadio de fútbol Gazi-Stadion, en el que juega el equipo de fútbol Stuttgarter Kickers.
- Frauenkopf, 462 m.

## Geología
Los Filder contienen una falla geológica, el Fildergraben, que se extiende entre Schönbuch y el bosque de Schurwald. En el Terciario se hundió la corteza terrestre en las proporciones de 30 km de largo, 15 km de ancho y 110 m de profundidad. Hacia el Jura de Suabia el hundimiento aumenta paulatinamente. En la zona norte todavía es claramente apreciable el fuerte desgaste de la masa rocosa de la falla por lo escabroso del terreno.
Los Filder se formaron por el depósito de sucesivas capas sedimentarias procedentes del Jura Negro. Las capas sedimentarias son margas y areniscas. Durante las eras glaciales en la meseta de los Filder se produjo un intenso depósito de materiales procedente de otras regiones en las que actuaba la erosión por el viento propia de eras glaciales. Más tarde, debido al desgaste de los depósitos, formando barros, se formaron los ricos suelos de la meseta de los Filder. Ya en el Neolítico, alrededor de 5500 a. C., albergaba colonias agrícolas.

## Aprovechamientos

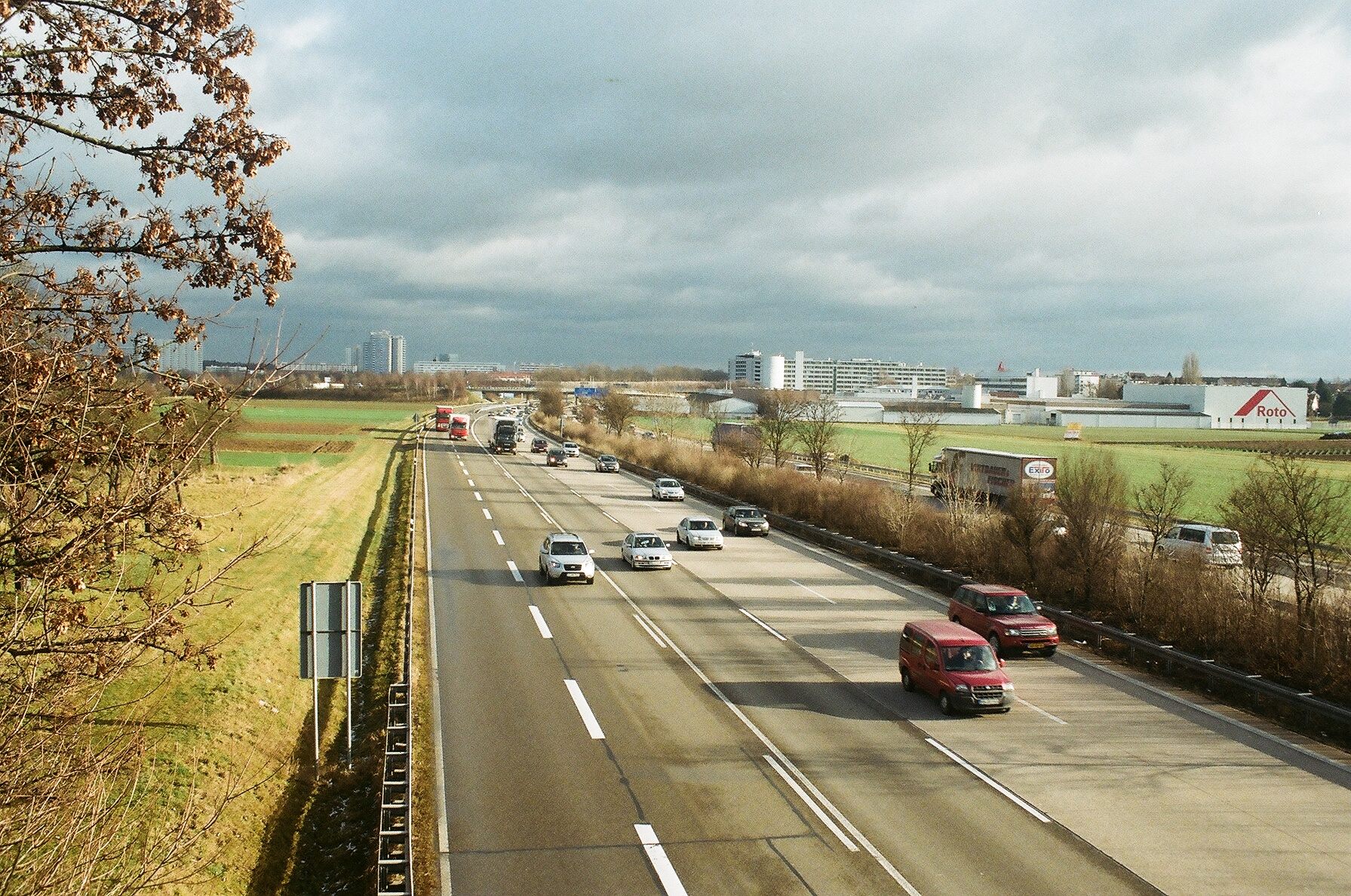
Autopista de los Filder a la altura de Unteraichen

Los fértiles suelos Loess de la meseta de los Filder resultan muy adeduados para la producción agrícola. Alrededor del 50% de los suelos de los Filder alcanzan un 'Valor del suelo', Bodenwertzahl o BWZ (sistema de valoración agrícola alemán del suelo en Alemania) de 75 y más (mínimo 0, máximo 100); algunos alcanzan un BWZ superior a 90. Los suelos son de los más productivos de Alemania. En gran medida los Filder son conocidos por la berza de Filder, de cabeza picuda que, sin embargo, dado el actual empleo de maquinaria, se está sustituyendo su cultivo por el del repollo, de cabeza redonda. También se cultivan otras hortalizas para el suministro de la región.
El uso agrícola está disminuyendo a causa de los sistemas de transporte (Aeropuerto de Stuttgart, el proyecto de transporte y renovación urbana denominado Stuttgart 21), y otros asentamientos con la Feria de Stuttgart. Para contrarrestar estas pérdidas se ha desarrollado el concepto de Filderpark para reservar zonas naturales importantes libres de edificación. En este concepto se tiene también en cuenta el uso del terreno para actividades recreativas.

## Uso del prefijo Filder-
La denominación Filder se encuentra, no solo en el marco de la reforma del gobierno local de los años 70 del siglo XX, en el nombre de las ciudades Filderstadt y Ostfildern, sino también especialmente en infraestructuras como Filderwasserversorgung (el abastecimiento de agua de los Filder) o Filderauffahrt (sistema de carreteras de los Filder). Varias vías ferroviarias locales se denominan Filderbahn. En Filderstadt existe un hospital que se llama Filderklinik. Hay un centro de congresos (FILharmonie) y están el centro de ocio acuático Fildorado y en Leinfelden (Leinfelden-Echterdingen) Filderhalle. El centro ferial de Stuttgart de la antigua ubicación del barrio de Killesberg, se denomina Fildermesse.

## Enlaces
- Schutzgemeinschaft Filder (en alemán)
- Naturaleza y entorno de Filderstadt (pdf) (en alemán)

- Datos: Q1412534